# العلاقات الأرجنتينية الصينية
العلاقات الأرجنتينية الصينية هي العلاقات الثنائية التي تجمع بين الأرجنتين والصين.

## مقارنة بين البلدين
هذه مقارنة عامة ومرجعية للدولتين:
| وجه المقارنة                                              | الأرجنتين                                               | الصين                    |
| --------------------------------------------------------- | ------------------------------------------------------- | ------------------------ |
| المساحة (كم2)                                             | 2.78 مليون                                              | 9.60 مليون               |
| عدد السكان (نسمة)                                         | 44.27 مليون                                             | 1.33 مليار               |
| الكثافة السكانية (ن./كم²)                                 | 15.92                                                   | 138.54                   |
| العاصمة                                                   | بوينس آيرس                                              | بكين                     |
| اللغة الرسمية                                             | اللغة الإسبانية                                         | اللغة الصينية القياسية   |
| العملة                                                    | البيزو الأرجنتيني 1983 ‏، بيزو أرجنتيني، أسترال أرجنتيني | رنمينبي                  |
| الناتج المحلي الإجمالي (بليون دولار)                      | 637.59 مليار                                            | 12.24 تريليون            |
| الناتج المحلي الإجمالي (تعادل القوة الشرائية) بليون دولار | 883.02 مليار                                            | 19.82 تريليون            |
| الناتج المحلي الإجمالي الاسمي للفرد دولار أمريكي          | 13.43 ألف                                               | 8.03 ألف                 |
| الناتج المحلي الإجمالي للفرد دولار أمريكي                 |                                                         | 13.21 ألف                |
| مؤشر التنمية البشرية                                      | 0.827                                                   | 0.728                    |
| رمز المكالمات الدولي                                      | +54                                                     | +86                      |
| رمز الإنترنت                                              | .ar                                                     | .cn، .中国 ‏، .中國 ‏      |
| المنطقة الزمنية                                           | 00                                                      | توقيت الصين، ت ع م+08:00 |

## مدن متوأمة
في ما يلي قائمة باتفاقيات التوأمة بين مدن أرجنتينية وصينية:
- ترتبط كويلمس مع نانتشانغ باتفاقية توأمة.
- ترتبط سانتا في مع Beibei, Chongqing [الإنجليزية]‏ باتفاقية توأمة منذ 12 نوفمبر 1998.[13][13][13][13]
- ترتبط قرطبة مع تشونغتشينغ باتفاقية توأمة.
- ترتبط باهيا بلانكا مع داليان باتفاقية توأمة.
- ترتبط روساريو مع شانغهاي باتفاقية توأمة منذ 2011.[14][14][14][14]
- ترتبط قرطبة مع تشونغتشينغ باتفاقية توأمة.
- ترتبط محافظة سانتياغو ديل استيرو مع سوجو باتفاقية توأمة.
- ترتبط بيل فيل مع يونغ كانغ، تشجيانغ [الإنجليزية]‏ باتفاقية توأمة.
- ترتبط مار دل بلاتا مع تيانجين باتفاقية توأمة.
- ترتبط بوينس آيرس مع بكين باتفاقية توأمة منذ 19 مايو 1994.

## منظمات دولية مشتركة
يشترك البلدان في عضوية مجموعة من المنظمات الدولية، منها:
| علم المنظمة | اسم المنظمة                               | تاريخ انضمام الأرجنتين | تاريخ انضمام الصين |
| ----------- | ----------------------------------------- | ---------------------- | ------------------ |
|             | البنك الإفريقي للتنمية                    | ?                      | ?                  |
|             | المنظمة الهيدروغرافية الدولية             | ?                      | ?                  |
|             | مجموعة العشرين                            | ?                      | ?                  |
|             | منظمة الشرطة الجنائية الدولية             | ?                      | ?                  |
|             | الاتحاد البريدي العالمي                   | ?                      | ?                  |
|             | منظمة التجارة العالمية                    | ?                      | 11 ديسمبر 2001     |
|             | الفريق المعني برصد الأرض                  | ?                      | ?                  |
|             | مجموعة الموردين النوويين                  | ?                      | ?                  |
|             | مؤسسة التنمية الدولية                     | 3 أغسطس 1962           | 24 سبتمبر 1960     |
|             | مؤسسة التمويل الدولية                     | 13 أكتوبر 1959         | 15 يناير 1969      |
|             | منظمة حظر الأسلحة الكيميائية              | ?                      | ?                  |
|             | الأمم المتحدة                             | 24 أكتوبر 1945         | 25 أكتوبر 1971     |
|             | الاتحاد الدولي للاتصالات                  | 1889                   | 1 سبتمبر 1920      |
|             | البنك الدولي للإنشاء والتعمير             | 20 سبتمبر 1956         | 27 ديسمبر 1945     |
|             | المركز الدولي لتسوية المنازعات الاستشارية | 18 نوفمبر 1994         | 6 فبراير 1993      |
|             | وكالة ضمان الاستثمار متعدد الأطراف        | 11 فبراير 1992         | 30 أبريل 1988      |
|             | يونسكو                                    | 15 سبتمبر 1948         | 4 نوفمبر 1946      |

## وصلات خارجية
- موقع وزارة الخارجية الأرجنتينية
- موقع وزارة الخارجية الصينية